# Luchthaven Rabat-Sale
Salé Airport of Rabat-Salé Airport is het vliegveld bij de Marokkaanse hoofdstad en regeringszetel Rabat. Het is echter niet de belangrijkste luchthaven van het land. Deze rol vervult het Mohammed V vliegveld bij Casablanca.

## Het vliegveld

### Passagiersterminal en -faciliteiten
Het vliegveld is alleen bereikbaar met taxi of eigen auto: gratis parkeerruimte aanwezig.
De algemeen toegankelijke ruimte, bij de aankomst-hal, biedt een kiosk, bank of geldautomaat, café en publieke telefoon/fax mogelijkheden.
In de vertrekhal, na de douane, bevindt zicht een café, taxfreeshop, telefoon en een rookruimte.
De gebedsruimte is net buiten het terminal gebouw.
De terminal heeft een oppervlakte van 16.000 m² en kan maximaal 3.500.000 passagiers per jaar afhandelen.

### Vrachtfaciliteiten
De oppervlakte van de vracht-terminal is 1360 m².

### Parkeer- en staanplaatsen
Een gebied van 84.000 m² is beschikbaar voor vracht- en passagiersvliegtuigen met daarop tien opstelplaatsen: 1 × Boeing 747, 3 × Boeing 737, 2 × Airbus A310 en 4 × Airbus A320

## Navigatie
De navigatieapparatuur voldoet aan klasse ILS Cat1 en de volgende radionavigatiesystemen zijn beschikbaar: VOR – DME – NDB.

## Maatschappijen en bestemmingen
- Qatar Airways (Doha, Marrakesh)
- Ryanair (Beauvais, Charleroi, Girona, London-Stansted, Madrid, Marseille, Rome)
- Royal Air Maroc (Paris, Marseille, Madrid, London Gatwick, London Heathrow, Brussel)
- Air France (Paris)
- TUI fly (België) (Brussel, Paris)
- Etihad Airways (Abu Dhabi)

## Verkeersstatistieken
Vanwege een beveiligingsprobleem met de MediaWiki Graph-software is het momenteel niet mogelijk deze grafiek weer te geven. Zodra de software is bijgewerkt zal de grafiek vanzelf weer zichtbaar worden.
| Onderwerp       | 2016     | 2007     | 2006     | 2005     | 2004     | 2003     | 2002     |
| --------------- | -------- | -------- | -------- | -------- | -------- | -------- | -------- |
| Vliegbewegingen | 24.478   | 6.136    | 2.743    | 2.295    | 2.300    | 2.304    | 2.117    |
| Passagiers      | 873.169  | 260.992  | 203.527  | 178.222  | 155.857  | 161.077  | 161.865  |
| Vracht (tonnen) | 5.537,30 | 1.237,35 | 1.459.79 | 1.201,84 | 1.265,79 | 1.274,05 | 1.322,50 |

## Fatale ongelukken gerelateerd aan Rabat-Salé
Op 12 juli 1961 crashte een Iljoesjin Il-18 van CSA Czech Airlines onderweg van Luchthaven Zürich naar Rabat-Salé. Na ontvangst van het weerbericht van Rabat besloot de gezagvoerder uit te wijken naar Casablanca-Anfa (GMMC). Omdat de omstandigheden daar ook niet ideaal waren verzocht de piloot
toestemming om te landen op de toenmalige Amerikaanse vliegbasis Casablanca-Nouasseur, het huidige Mohammed V vliegveld. Terwijl de GMMC verkeersleiding contact probeerden op te nemen met de Amerikaanse autoriteiten stortte het vliegtuig neer, ongeveer 13 km. ZZW van GMMC. Alle 72 inzittenden (64 passagiers, 8 bemanning) kwamen om.
De exacte oorzaak van het ongeluk is nooit vastgesteld.
Op 12 september 1961 stortte een Air France Caravelle III op weg van Parijs-Orly naar Rabat-Salé neer. De weersomstandigheden waren verre van ideaal: mist aan de grond en weinig zicht. De piloot meldde de verkeersleiding dat hij door de laaghangende bewolking zou breken, daarbij gebruikmakend van het Non-directional beacon. Hierop waarschuwde de verkeersleider dat deze NDB niet in één lijn stond met de landingsbaan, maar er kwam geen bevestiging op deze melding. Het vliegtuig crashte 9 km ZZW van het vliegveld en alle 77 inzittenden (71 passagiers en 6 bemanning) kwamen om.